# Alemania en los Juegos Olímpicos de Sochi 2014
Alemania estuvo representada en los Juegos Olímpicos de Sochi 2014 por un total de 153 deportistas que compitieron en 15 deportes. Responsable del equipo olímpico fue la Confederación Deportiva Olímpica Alemana, así como las federaciones deportivas nacionales de cada deporte con participación.
La portadora de la bandera en la ceremonia de apertura fue la esquiadora alpina Maria Höfl-Riesch.

## Medallistas
El equipo olímpico alemán obtuvo las siguientes medallas:
| Atleta                                                       | Deporte            | Competición                    |
| ------------------------------------------------------------ | ------------------ | ------------------------------ |
| Oro                                                          |                    |                                |
| Erik Lesser Daniel Böhm Arnd Peiffer Simon Schempp           | Biatlón            | 4 × 7,5 km M                   |
| Eric Frenzel                                                 | Combinada nórdica  | Trampolín normal + 10 km M     |
| Maria Höfl-Riesch                                            | Esquí alpino       | Supercombinada F               |
| Felix Loch                                                   | Luge               | Individual M                   |
| Natalie Geisenberger                                         | Luge               | Individual F                   |
| Tobias Wendl Tobias Arlt                                     | Luge               | Doble M                        |
| Natalie Geisenberger Felix Loch Tobias Wendl Tobias Arlt     | Luge               | Equipo                         |
| Carina Vogt                                                  | Saltos en esquí    | Trampolín normal F             |
| Andreas Wank Marinus Kraus Andreas Wellinger Severin Freund  | Saltos en esquí    | Trampolín normal por equipos M |
| Plata                                                        |                    |                                |
| Erik Lesser                                                  | Biatlón            | 20 km M                        |
| Eric Frenzel Björn Kircheisen Johannes Rydzek Fabian Rießle  | Combinada nórdica  | Trampolín grande + 4 × 5 km M  |
| Maria Höfl-Riesch                                            | Esquí alpino       | Supergigante F                 |
| Tatjana Hüfner                                               | Luge               | Individual F                   |
| Anke Karstens                                                | Snowboard          | Eslalon paralelo F             |
| Bronce                                                       |                    |                                |
| Fabian Rießle                                                | Combinada nórdica  | Trampolín grande + 10 km M     |
| Viktoria Rebensburg                                          | Esquí alpino       | Eslalon gigante F              |
| Nicole Fessel Stefanie Böhler Claudia Nystad Denise Herrmann | Esquí de fondo     | 4 × 5 km F                     |
| Aliona Savchenko Robin Szolkowy                              | Patinaje artístico | Parejas                        |
| Amelie Kober                                                 | Snowboard          | Eslalon paralelo F             |